# Hiério (cônsul em 427)
Flávio Hiério (em latim: Flavius Hierius) foi um oficial bizantino do século V, ativo no reinado do imperador Teodósio II (r. 408–450). Segundo inúmeras leis preservadas no Código de Teodósio, exerceu a função de prefeito pretoriano do Oriente de 22 de setembro de 425 a 22 de setembro de 428.
Nada se sabe sobre seu mandato, exceto que em 427 teria reparado e rededicado as Termas Constantinianas ou Teodosianas. Em 427, foi cônsul anterior ao lado de Flávio Ardabúrio e segunda outra lei do Código de Teodósio foi novamente prefeito pretoriano do Oriente em 28 de março de 432.